# Josep Elias i Basca
Josep Elias i Basca El Ninyo (Sant Boi de Llobregat, 17 de gener de 1852 - 11 de novembre de 1931) fou un empresari i emprenedor del món de la restauració, l'espectacle i el transport. Les seves iniciatives van aportar dinamisme a la vida social, associativa i econòmica de Sant Boi de Llobregat i la seva rodalia a finals del segle xix i inicis del XX.
Procedent d'una família pagesa coneguda per Cal Llebre, treballava de jove fent de dependent al Cafè del Centre (Centro Samboyano). Amb ànsies de prosperar, va marxar de Sant Boi i es va instal·lar primer a Saragossa i després a Barcelona. L'any 1877, havent recollit uns quants diners, retornà a Sant Boi. Va presentar-se al seu antic patró, Miquel Campins, i li va comprar el local. Poc després es va casar amb Teresa Duran, neboda de Campins.
El local va ser reformat a fons, i el nom de Cafè del Centre va ser canviat per Cafè Restaurant Casa Elias, que va esdevenir un referent a tota la comarca. S'hi servia diàriament peix fresc portat de Barcelona i la carta era escrita en francès. Per les diades assenyalades, i sobretot per la festa major, al seu teatre s'hi representaven sarsueles a càrrec de les més famoses companyies i s'hi feia ball amb les millors orquestres.
Aquest local acolliria, amb els anys, els primers balls de màscares que es van celebrar a la vila, els primers balls del rugbi i sessions de cinema, on es van arribar a estrenar èxits d'aquell temps com L'hereu Pruna i El tiro de fusil. El local, que aviat va ser conegut amb el nom de Cal Ninyo (actualment Teatre Cal Ninyo), va ser un centre d'atracció de forasters i dinamitzador de la vida cultural local. El 21 de febrer de 1904 s'hi va celebrar el banquet de la inauguració del Pont de l'Estat sobre el riu Llobregat.
Josep Elias va tenir propietats agràries i també va explotar el cinema de l'Ateneu Familiar de Sant Boi. El 1912, una moció a l'Ateneu Santboià va fer que un nombre reduït però influent de socis d'aquesta entitat perdessin els privilegis sobre les llotges. L'any següent, Josep Elias va encapçalar una escissió, que va comportar la creació de l'Ateneu Familiar. El grup escindit va ser conegut com “els pixagots” i va establir la seva primera seu al cafè de Cal Ninyo. El malnom els venia per haver-se trobat a l'escenari del seu teatre uns gots mig plens de cervesa que, amb el pas dels dies, havien fermentat i havien pres l'aspecte de residus urinaris. L'Ateneu Familiar va adquirir posteriorment terrenys per a edificar-hi locals propis, cinema, salons i fins i tot una escola i ha estat una de les institucions més importants de la vila. Als qui van restar fidels a l'Ateneu Santboià se'ls anomenà “terregada”.
A pocs quilòmetres de Sant Boi, es va fer càrrec de l'explotació de l'Ateneu Unió, pertanyent a la recentment creada Colònia Güell, en la qual feia, a més, el transport de viatgers i mercaderies de la fàbrica de l'empresari Eusebi Güell i Bacigalupi. Les seves tartanes van transportar els materials per a la construcció de l'església, coneguda avui com a Cripta de la Colònia Güell, d'Antoni Gaudí. Amb altres socis va iniciar el servei de transport de viatgers des d'aquesta població fins a l'estació de tren de Cornellà de Llobregat, passant per Sant Boi.
Poc després de néixer Josep Elias, unes gitanes que feien venda ambulant per Sant Boi, cada vegada que el veien, exclamaven: “¡Qué bonito es, parece el Niño Jesús!”. D'aquesta anècdota li va quedar el sobrenom d'El Ninyo amb el qual va ser conegut fins i tot per la seva família. Els seus nets l'anomenaven “l'avi Ninyo”.